# 顏曉菁
顏曉菁（Yan Xiao-jing，1974年2月3日—），是臺灣的政治人物，高雄人，民主進步黨現任中央常務委員和曾任中央執行委員，民進黨第11屆全國黨代表，民進黨前任高雄市議會黨團書記長。前任高雄市議會第九選區（鳳山區）議員。2018年裸退不尋求市議員連任並將相關票源轉讓給同屬海派的林智鴻。
顏曉菁是政治世家出身，她的父親顏文章曾任立委、高雄縣議員。顏曉菁畢業於國立中正大學政治學研究所和國立中正大學法律系，曾擔任陳水扁高雄縣競選總部青年部主任，洪奇昌立委國會助理，顏曉菁欲參選立委高雄市第八選舉區（鳳山區），但之後因黨內內部民調落後同黨有意參與立委的許智傑多達二十個百分點，最後為了民進黨和諧，顏曉菁決定退出立委選舉，把機會讓給同黨許智傑。

## 事件與爭議

### 關說毒犯事件
2013年6月，顏曉菁協助民進黨前高雄市議員吳銘賜為販毒者關說以協助施壓高雄市政府警察局，造成本月26日高雄市政府警察局保安警察大隊特勤中隊警員邱集田被調職至保安警察大隊警衛中隊，引起全國注目。同月29日，高雄市政府警察局保安警察大隊大隊長顏明忠說，邱集田以髒話罵吳銘賜，是情緒控管問題；調職是讓邱集田有時間冷靜，絕非順應吳銘賜要求。

### 用人頭申報助理費
2015年7月 顏曉菁涉嫌利用人頭，在擔任高雄縣議員期間，向高雄縣議會申報助理費每月新台幣4萬元，造成高雄縣議會承辦人製作不實文書。高雄地檢署偵結後，依《中華民國刑法》偽造文書罪將顏曉菁及黃姓助理起訴。2016年2月18日，高雄地方法院一審判決顏曉菁有期徒刑5月、黃姓助理有期徒刑3月，均可易科罰金。

### 跟三立海董上摩鐵
三立電視台董座林崑海和高雄市議員顏曉菁被拍到上摩鐵。

## 外部連結
- 顏曉菁的Plurk專頁